# Саундтрек Grand Theft Auto: Vice City
Саундтрек к игре Grand Theft Auto: Vice City популярен не только у поклонников игры, но и у любителей культуры 1980-х. В игре музыка транслируется на различных радиостанциях, звучащих в автомобилях, на мотоциклах, лодках, самолётах и вертолётах. Через несколько месяцев после выхода Vice City саундтрек был отдельно издан на семи компакт-дисках, причём европейское издание отличается от американского наличием некоторых эксклюзивных композиций, не звучащих в игре.
На большинстве радиостанций игры передают и музыку, и пародийную болтовню диджеев и так же пародийную рекламу. Каждая станция, ориентируясь на дух времени, предпочитает свой определённый стиль музыки.

## Музыкальные радиостанции

### V-Rock
DJ: Лазло Джонс

Жанр: хеви-метал, хард-рок, глэм-метал, трэш-метал

Трек-лист:
1. Twisted Sister — «I Wanna Rock»
2. Mötley Crüe — «Too Young to Fall in Love»
3. Quiet Riot — «Cum On Feel the Noize»
4. The Cult — «She Sells Sanctuary»
5. Ozzy Osbourne — «Bark at the Moon»
6. Rockstar’s Love Fist — «Dangerous Bastard»
7. Iron Maiden — «2 Minutes to Midnight»
8. Loverboy — «Working for the Weekend»
9. Alcatrazz — «God Blessed Video»
10. Tesla — «Comin' Atcha Live»
11. Autograph — «Turn Up the Radio»
12. Megadeth — «Peace Sells»
13. Anthrax — «Madhouse»
14. Slayer — «Raining Blood»
15. Judas Priest — «You've Got Another Thing Comin'»
16. Rockstar’s Love Fist — «Fist Fury»
17. David Lee Roth — «Yankee Rose»

Ведущим на данном радио является диджей Лазлоу в исполнении настоящего популярного американского диджея Лазло Джонса, создавшего несколько радиостанций для Grand Theft Auto: Vice City. Музыкальное направление — хард-рок и хеви-метал. V-Rock предпочитают байкеры Vice City; радиостанция устанавливается по умолчанию на все мотоциклы Angel и Freeway. Альбом с песнями радиостанции V-Rock доступен как в отдельности, так и в полном бокс-сете со всем саундтреком игры. Помимо реальной музыки 1980-х, на станции играет две песни вымышленной группы Love Fist, члены которой появляются в игре как персонажи.
В Grand Theft Auto: San Andreas, где действие разворачивается в 1992 году, Лазлоу интервьюирует звёзд различной величины в своём шоу «Развлекательная Америка» на радиостанции WCTR. Он упоминает, что до сих пор не может оставить 80-е и настроиться на 90-е. В Grand Theft Auto: Liberty City Stories, где действие происходит в 1998 году, Лазлоу является хозяином шоу Chatterbox, выходящем на радиостанции LCFR. В Grand Theft Auto III, где действие происходит уже в 2001 году, Лазлоу работает на радиостанции Chatterbox FM, где заявляет, что создал Chatterbox потому, что «был выгнан с рок-станции».

### Wave 103
DJ: Адам Фёрст

Жанр: Новая волна, синтипоп, пост-панк 

Трек-лист:
1. Frankie Goes to Hollywood — «Two Tribes»
2. Sigue Sigue Sputnik — «Love Missile F1-11»
3. Gary Numan — «Cars»
4. The Human League — «(Keep Feeling) Fascination»
5. Blondie — «Atomic»
6. Nena — «99 Luftballons»
7. Kim Wilde — «Kids in America»
8. Tears for Fears — «Pale Shelter»
9. Corey Hart — «Sunglasses at Night»
10. ABC — «Poison Arrow»
11. A Flock of Seagulls — «I Ran (So Far Away)»
12. The Psychedelic Furs — «Love My Way»
13. Animotion — «Obsession»
14. Spandau Ballet — «Gold»
15. Thomas Dolby — «Hyperactive!»
16. Romeo Void — «Never Say Never»

Ведущим Wave 103 является Адам Фёрст, озвученный британским актёром Джейми Кэнфилдом; основные жанры музыки — новая волна, синти-поп и пост-панк. Является «любимой» радиостанцией банды Sweetwannabes, всегда играющей в их автомобилях.
По одной версии, название Wave 103 происходит от реально существующей станции Wave 102 из шотландского города Данди, где родился один из дизайнеров Rockstar North. По другой версии, это название произошло от жанра транслируемой станцией музыки — new wave.
Как и остальные диджеи Vice City, Адам Фёрст искренне верит, что его музыка — лучшая. Также он считает себя настоящим экспертом, несмотря на то, что допускает в эфире грубые ошибки: например, Адам называет звёздным часом группы Blondie 1986 год, хотя группа распалась в 1982 году. Из болтовни Адама известно, что он любит деньги, дельтапланы, имеет проблемы с матерью и презирает музыкальные видеоклипы, поскольку считает, что в них внешность намного важнее настоящего таланта.
К 1992 году Адам переезжает в Сан-Андреас, где ведёт шоу теорий заговоров на WCTR. Он рассказывает, как однажды, пролетая на своём дельтаплане над пустыней Сан-Андреаса, он видел человека, совершавшего странные ритуалы.
Альбом с песнями Wave 103 доступен как в отдельности, так и в полном бокс-сете со всем саундтреком Vice City. Песня Japanese Boy с радиостанции Flash FM появляется только на европейском издании альбома Wave 103.

### Emotion 98.3
DJ: Фернандо Мартинес

Жанр: рок-баллады, софт-рок

Трек-лист:
1. Foreigner — «Waiting for a Girl Like You»
2. Kate Bush — «Wow»
3. Squeeze — «Tempted»
4. REO Speedwagon — «Keep On Loving You»
5. Cutting Crew — «(I Just) Died in Your Arms»
6. Roxy Music — «More Than This»
7. Toto — «Africa»
8. Mr. Mister — «Broken Wings»
9. John Waite — «Missing You»
10. Jan Hammer — «Crockett’s Theme»
11. Night Ranger — «Sister Christian»
12. Luther Vandross — «Never Too Much»

Ведущего Emotion 98.3 Фернандо Мартинеса озвучил актёр Фрэнк Чавес. Мартинес — стереотипический латиноамериканский ловелас с бархатным голосом — заявляет, что его нестандартная внешность играет большую роль при общении с женщинами. Эта фраза контрастирует с высказанным в шоу Chatterbox в Grand Theft Auto III признанием, что он фальшивый латиноамериканец, родом с севера Либерти-Сити.
В Grand Theft Auto: San Andreas в своём «Шоу одиноких сердец» на WCTR Фернандо признаётся, что в конце концов был изгнан из Vice City; в Grand Theft Auto III Фернандо становится сутенёром.

### Flash FM
DJ: Тони (Toni)

Жанр: поп-музыка, поп-рок, новая волна

Трек-лист:
1. Hall & Oates — «Out of Touch»
2. Wang Chung — «Dance Hall Days»
3. Michael Jackson — «Billie Jean»
4. Laura Branigan — «Self Control»
5. Go West — «Call Me»
6. INXS — «Kiss the Dirt (Falling Down the Mountain)»
7. Bryan Adams — «Run to You»
8. Electric Light Orchestra — «Four Little Diamonds»
9. Yes — «Owner of a Lonely Heart»
10. The Buggles — «Video Killed the Radio Star»
11. Aneka — «Japanese Boy»
12. Talk Talk — «Life's What You Make It»
13. The Outfield — «Your Love»
14. Joe Jackson — «Steppin' Out»
15. The Fixx — «One Thing Leads to Another»
16. Lionel Richie — «Running with the Night» (только в версии для PlayStation 2)

Диджея Тони второй раз озвучила Мария Чемберс. Из эфира можно сделать вывод, что Тони — самая настоящая блондинка из анекдотов, пользующаяся своей внешностью для беспрепятственного прохода на закрытые вечеринки к известным артистам, например, к группе Love Fist. Однако она надеется коренным образом изменить жизнь к тридцати годам — инсайдерская шутка разработчиков, так как через 15 лет Тони всё ещё работает диджеем на Flashback 95.6 в Либерти-Сити.

### Wildstyle Pirate Radio
DJ: Mr. Magic

Жанр: Олд-скул хип-хоп, электро

Трек-лист:
1. Trouble Funk — «Pump Me Up»
2. Davy DMX — «One for the Treble (Vocal Mix)»
3. Cybotron — «Clear»
4. Hashim Music — «Al-Naafiysh (The Soul)»
5. Herbie Hancock — «Rockit»
6. Afrika Bambaataa & Soul Sonic Force — «Looking for the Perfect Beat»
7. 2 Live Crew — «Get It Girl»
8. Run-D.M.C. — «Rock Box»
9. Mantronix — «Bassline»
10. Tyrone Brunson — «The Smurf»
11. Whodini — «Magic’s Wand»
12. Zapp and Roger — «More Bounce to the Ounce»
13. Grandmaster Flash & The Furious Five — «The Message»
14. Kurtis Blow — «The Breaks»
15. Man Parrish — «Hip Hop Be Bop (Don’t Stop)»

Wildstyle Pirate Radio нелегально выводит в эфир Мистер Мэджик, который на самом деле был рэп-диджеем в 1980-е — время действия GTA: Vice City. Эту станцию предпочитает банда гаитян. В Grand Theft Auto: Vice City Stories эта станция называется Fresh 105 FM.

### Fever 105
DJ: Оливер «Ледикиллер» Бисквит

Жанр: фанк, соул, ритм-энд-блюз, пост-диско

Трек-лист:
1. The Whispers — «And the Beat Goes On»
2. Fat Larry's Band — «Act Like You Know»
3. Oliver Cheatham — «Get Down Saturday Night»
4. The Pointer Sisters — «Automatic»
5. René & Angela — «I'll Be Good»
6. Mary Jane Girls — «All Night Long»
7. Rick James — «Ghetto Life»
8. Michael Jackson — «Wanna Be Startin' Somethin'»
9. Evelyn King — «Shame»
10. Teena Marie — «Behind the Groove»
11. James Mtume — «Juicy Fruit»
12. Kool & the Gang — «Summer Madness»
13. Indeep — «Last Night a DJ Saved My Life»

Диджей Оливер «Ледикиллер» Бисквит, по его же словам, любит женщин и поесть. Из всех островов, окружающих Vice City, он больше всего любит восточный остров (Beach). Ещё он любит ночь, так как «только ночью можно почувствовать всё веселье и загадочность диско и тепло и страсть соула».

### Radio Espantoso
DJ: Пепе

Жанр: англ. Latin Jazz, сальса

Трек-лист:
1. Cachao — «A Gozar Con Mi Combo»
2. Alpha Banditos — «The Bull Is Wrong»
3. Tres Apenas como eso — «Yo Te Mire»
4. Eumir Deodato — «Latin Flute»
5. Mongo Santamaría — «Mama Papa Tu»
6. Mongo Santamaría — «Me and You Baby (Picao y Tostao)»
7. Machito and his Afro-Cubans — «Mambo Mucho Mambo»
8. Unaesta — «La Vida es Una Lenteja»
9. Lonnie Liston Smith — «Expansions»
10. Irakere — «Anunga Nunga»
11. Eumir Deodato — «Super Strut»
12. Xavier Cugat and his Orchestra — «Jamay»
13. Benny Moré — «Maracaïbo Oriental»
14. Tito Puente — «Mambo Gozon»

Испаноязычная радиостанция. Её ведущий, диджей Пепе, ставит в эфир преимущественно карибскую музыку. Это любимая радиостанция банды кубинцев, а также водителей такси.

## «Разговорные» радиостанции

### K-Chat
На этом радио ведут беседы звёзды и знаменитости, а возглавляет это радио Эми Шекенхаузен (озвучивает Лейна Вебер). Эми — безбашенная девушка с сексуальным голосом, иногда читает книги и берёт интервью.
K-Chat транслирует интервью как с местными, так и с общенациональными знаменитостями, причём слушатели могут принимать в них участие по телефону. В течение передачи Эми беседует с семью участниками, некоторых из которых можно встретить в игре:
- Первый персонаж — Джезз Торрент, солист вымышленной группы Love Fist.
- После него интервью берётся у профессора и ярой феминистки Микаэлы Карападис (озвученной Мэри Бердсонг). Она полна ненависти к мужчинам и даже одевается как они. Она рассказывает о своей недавно изданной книге, где описывает свой тайный опыт изучения мужской души — она переодевалась в мужскую одежду, чтобы приблизиться к мужчинам и понять их менталитет. Позже она была оскорблена позвонившим человеком, который сказал, что её работа — полная ерунда и просто дерьмо.
- Следующий участник — Пат Фланнерди по прозвищу «Мистер Зоопарк». Он является своеобразной пародией на Стива Ирвина с его безграничной любовью к животным. Впоследствии Пат был удалён из студии врачом, после того как становится ясно, что он душевнобольной.
- Далее Эми берёт интервью у Джетсемани Стархок Мунмэйкер, последовательницы течения New Age. В течение этого интервью позвонивший отпускает непристойные комментарии, прося Джетсемани наказать его в стиле БДСМ. Этот же человек в игре Grand Theft Auto III звонит на разговорную радиостанцию Chatterbox FM и просит, чтобы его отшлёпала нянька.
- Следующий участник — Би Джей Смит, легендарный американский футболист (озвученный настоящей легендой футбола, игроком клуба «Нью-Йорк Джайентс» Лоуренсом Тэйлором). В игре Томми Версетти может купить его магазин подержанных автомобилей Sunshine Autos. Также Смит появляется на других радиостанциях, рекламируя свой магазин подержанных автомобилей Sunshine Autos и курсы фитнеса B.J.'s Fit For Football.

Наконец, последних двух интервьюируемых также можно встретить в рекламе на других радиостанциях:
- Первый — Клод Можино, академический актёр, который стыдится своего вынужденного поворота в карьере: успешного прослушивания на роль отца в вымышленном ситкоме Just the five of us со смешным сюжетом типа путаницы в агентстве по усыновлению. И этот ситком, и его не имеющее особого успеха танцевальное представление In the future, there will be robots рекламируются на других радиостанциях.
- Второй — скандинавский бог Тор (или его перевоплощение, или просто имитатор — это не объясняется в игре), который продаёт свои видеоплёнки из серии «Помоги себе сам», которые дают очень древние (и часто жестокие) способы решения обычных личных проблем, типа обезглавливания подруги и натыкания её головы на палку в качестве объяснения в любви. Он критично настроен по отношению к женщинам, что видно из его реплик: «Иди и живи в дымоходе, ты, тролль!», или «Распутная Эми», причём он говорит о себе в третьем лице. У Тора есть фан-клуб в городе, его последователи называют себя «Кровавые», в течение интервью они приглашают его пограбить с ними. Этот же человек («Тор») в игре Grand Theft Auto III звонит на разговорную радиостанцию Chatterbox FM и жалуется на англичан и футбол, и в обеих играх он говорит о «Фредди».

K-Chat — одна из двух станций, которые не были представлены на диске с оригинальным саундтреком.

### Vice City Public Radio (VCPR)
Vice City Public Radio (с англ. — «Общественное радио Вайс-Сити»), сокращенно VCPR — ещё одна разговорная радиостанция в игре, так же как и K-Chat. Они не вошли в выпущенный отдельно саундтрек к игре. Радиостанцию возглавляет Морис Чавес при участии Джонатана Фрилоудера и Мишель Монтениус.
Имя и голос Чавеса позволяют предположить, что он выходец c Кубы. Он очень злится, когда его имя произносят неправильно. В одном из эпизодов в него чуть не стреляет психопат Пастор Ричардс, но Чавесу удаётся выкрутиться, быстро соображая и используя лесть. Обычно спокойный, он теряет терпение, когда гости не обсуждают предложенную проблему, и даже ударяет пресс-папье по лицу одного из участников (Джереми Робарда).
Чавес не обращает внимания на тот факт, что о нём часто плохо отзываются дикторы Джонатан и Мишель, которые называют его «бесполезной, бездарной задницей». По ходу беседы становится понятно, что он зарабатывал на жизнь, работая клоуном приблизительно в 1980-м, что приносило ему менее 2000 долларов в год. Примерно тогда же Морис пытался стать кинозвездой, и, несмотря на 17 попыток, получил лишь роль «разогревателя» в обучающем сексуальном видео. В какой-то момент он так отчаялся, что даже решил сменить пол. Однако, как становится ясно в Grand Theft Auto: Vice City Stories, его спасла Мишель Монтениус, которая затем забеременела от него. Возможно, беременность и объясняет её негативное отношение к Чавесу.
Фрилоудер — возможно, ссылка на сайт Freeloader.com, где однажды выложили лайт-версии игр GTA и GTA: London 1969 (без музыки), но позднее их перевели в платное скачивание. Там и сейчас в бесплатном сервисе можно найти GTA 2, хотя обе эти игры уже распространяются бесплатно самой компанией-разработчиком Rockstar Games.

#### Шоу «Насущные вопросы» (Pressing Issues)
Так же как и K-Chat, VCPR транслирует интервью в прямом эфире, однако если первая радиостанция нацелена просто на интервью со знаменитостями, то здесь гостям (не обязательно знаменитым) предлагается обсуждение какой-то одной конкретной проблемы. Всего обсуждается три вопроса: общественная безопасность, нравственность, и восприятие мира и позитивное мышление.
В промежутках между шоу дикторы Мишель Монтениус и Джонатан Фрилоудер призывают делать денежные пожертвования (поскольку VCPR — общественная радиостанция и существует на пожертвования) и пытаются вызвать чувство вины у тех, кто слушает радио и не делает пожертвования. Очевидно, что это пародия на реально существующие общественные радиостанции в Америке, такие как NPR.

##### Общественная безопасность
Первые дебаты (если можно так выразиться) касаются общественной безопасности в свете повышающегося числа преступлений (в которых не последнюю роль играет и Томми Версетти). В дебатах принимают участие три гостя:
- Конгрессмен Алекс Шраб — представитель крайне правого крыла, дерзкий политик и самый молодой конгрессмен, избранный городом. Он полагает, что Америка должна принимать во внимание только богатых, а о бедных забыть. В течение дебатов он также раскрывает некоторые факты биографии Мориса Чавеса (его бывшую работу клоуном, провалившиеся попытки стать актёром, посещение групповой терапии из-за паранойи, желание сменить пол и т.д.) и то, что его девушка ушла к лучшему другу (отсылка к фильму «Лицо со шрамом»). Шраб говорит, что какой-то идиот-либерал помог Чавесу встать на ноги, а в Grand Theft Auto: Vice City Stories становится понятно, что это была Мишель Монтениус. Шраб уже успел сделать множество шагов, таких как предоставление налоговых льгот богатым и сокращение льгот для бедных.
- Каллюм Крейшо — общественный активист с крайне либеральными взглядами, классический богатый мальчик, который хочет помочь бедным абсолютно идиотскими способами (например, выпустить всех заключённых, награждать хорошие банды значками, выдавать плохим людям дурацкие шляпы и т.д.). Он основал организацию Speaking for the Underdog (с англ. — «Вступаясь за аутсайдера»), и постоянно говорит о своих путешествиях на другие континенты, финансируемые его отцом-бизнесменом, которого явно не занимают те же вопросы, что и сына.
- Джон Ф. Хикори — сепаратист, который заменил в последний момент другого участника, у которого, по словам Чавеса, угнали машину, и он теперь дома вооружается до зубов. Джон — «коренной» флоридец (хотя обнаруживается, что он недавно приехал в Вайс-Сити) с радикальными взглядами, который искренне верит, что если вырыть большой канал и отделить Флориду от материка, то это даст жителям Флориды свободу, и положит конец миграции в этот штат с севера.

##### Нравственность
Вторая тема дебатов — общие вопросы нравственности и этики. Участники этих дебатов:
- Пастор Ричардс — коррумпированный и совершенно безумный проповедник, который обещает спасение в случае ядерной войны тем, кто совершит пожертвование. Он собирается построить Статую Спасения Пастора Ричардса, которая сможет отражать радиоактивное излучение, и, оборудованная ракетами, сможет улететь в космос вместе с людьми, сделавшими большое пожертвование. Правда, потом выясняется, что он собирался на эти деньги построить себе особняк на Гавайях.
- Джен Браун — нервная и чересчур внимательная мать, которую постоянно обманывает муж, хоть она это и отрицает. Она лидер организации «Мамы, агитирующие против поп-культуры», ненавидит современную манеру воспитания детей (в частности, негативно высказывается об игровых приставках) и помешана на своей семье и её защите.
- Барри Старк — нудист и патологический лжец. Он высказывается категорически против любой одежды, считая, что она противоестественна. Он сексуально озабочен, даже пробует заигрывать с Морисом. Барри также звонит на разговорную радиостанцию Chatterbox FM в игре GTA III, где высказывает похожие комментарии относительно нудизма.

В ходе интервью Пастор Ричардс жалуется на то, что все американские газеты якобы принадлежат канадцам. Это может быть ссылкой на псевдодокументальный фильм «Канадский заговор», повествующий о том, как канадское правительство воздействует на США, захватывая американские СМИ. Фильм вышел в 1985 году, за год до времени действия игры.
Среди некоторых игроков существует мнение, что Пастор Ричардс — карикатура на телевизионных проповедников Джима Баккера и Пэта Робертсона. Rockstar Games установила бесплатный телефонный номер, при звонке на который проигрывается речь Пастора Ричардса о его Статуе Спасения. Здесь обыгрывается остаточная паранойя от угрозы войны с СССР. Фраза «Вы смотрите в окно, а там русские парашютисты высаживаются для захвата» — прямая отсылка к фильму 1984 года «Красный рассвет» о вторжении в США русских. Как выразился Пастор,

«… я строю очень укреплённую конструкцию, копию самого меня. Эта 50-этажная статуя сможет отражать альфа-, бета- и гамма-излучение. День настаёт, и настаёт очень скоро, когда Искусственные Солнца прольются, чтобы наказать дегенератов этого города. Но вы можете спасти себя. Статуя Спасения Пастора Ричардса будет абсолютно автономным сообществом. У нас будут консервированные запасы еды, частные жилые помещения и достаточно запасов, чтобы счастливо пережить предсказанные 40 тысяч лет ядерной зимы. Во второй фазе с помощью поддержки НАСА мы оборудуем эту массивную статую ракетами. Поэтому когда пресловутый петух клюнет всех в одно известное место, мы загрузим статую всеми теми людьми, которые спасли себя через щедрые пожертвования, стартуем в космос, колонизируем Сатурн и создадим расу морально неиспорченных и богатых людей, управляемых мною».
Оригинальный текст (англ.)I'm 
buildng the Pastor Richards Salvation Statue. Noah hand an ark, Texans had the Alamo, and I am building a highly fortified structure in my image. Simple. This 50 story statue will be able to deflect alpha, gamma, and beta radiation. The day is coming, and coming soon, when the 
Artificial Suns will rain down to punish the degenerates of this city. But you can save yourself. The Pastor Richards Salvation Statue will be a completely self-sufficient community. We have canned food rations, private living quarters, and enough supplies to survive happily the predicted 40,000 year of nuclear winter. In phase 2, and with funding from NASA, we will equip this massive statue with rockets. So when the poopy hits the proverbial fan, we will load up the statue with all of the people who saved themselves through generous donations, blast into space, and colonize Saturn with a race of morally correct, affluent people ruled by me.

Однако в конце шоу Ричардс проговорился, что использует деньги от статуи для строительства своего особняка на Гавайях, являя собой пародию на бесчестных проповедников, обманывающих людей.
Чавес также упоминает рок-группы, объединившиеся, чтобы собрать средства для помощи голодающим на Аляске, и их песню Do They Know It’s The Fourth of July? (с англ. — «Знают ли они, что сегодня 4 июля?»). Это отсылка к фестивалю 1985-го года Live Aid (с англ. — ««Живая помощь»»), где главным хитом стала песня Do They Know It’s Christmas? (с англ. — «Знают ли они, что сегодня Рождество?»).

##### Восприятие ипозитивное мышление
Последняя тема для обсуждений — восприятие мира и отношение к нему. Гости здесь следующие: готический художник Константинос Смит; мастер по мотивации, самовнушению и позитивному мышлению Джереми Робард, заявляющий, что его трёхступенчатая программа Think your way to success (с англ. — «Придумай собственный путь к успеху») уже изменила жизни многих людей и помогла ему самому стать богатым; а также Дженни Луиза Краб — женщина, психически травмированная убийством своих приёмных родителей и, по-видимому, чрезмерно увлёкшаяся антидепрессантами, чтобы как-то забыть о случившемся (она безумно гиперактивна и весела).
Константинос — пародия на стереотипного гота. Он говорит такие вещи, как «Весь мир — это ложь, только темнота — истина». Он упоминает, что не гулял на солнце уже 18 лет. Морис называет его маниакально-депрессивным придурком, однако Константинос показывает себя как самого практичного и устойчивого человека в этом шоу.
В ходе беседы Джереми Робард постоянно пытается рекламировать серию своих мотивационных кассет, которые рекламируются также на другой радиостанции. Аббревиатура каждой из предлагаемых им программ является сокращением от названия популярных запрещённых наркотиков. Так, Motivate, Demonstrate, then Motivate Again, или сокращённо MDMA — аббревиатура экстази, Learn, Start, Doing — LSD, Think, Hold that thought, Complete — THC (тетрагидроканнабинол), главный компонент марихуаны. Также Робард говорит: «А если вы хотите действительно быстрых результатов, попробуйте мою программу crank-it-out» (crank — сленговое обозначение метамфетамина). Ещё один намёк на наркотики — когда он говорит Дженни: «Дорогая, я могу предложить тебе кое-что получше антидепрессантов».
Кассеты по самосовершенствованию — не первый предпринимательский опыт Робарда. В Vice City Stories он занимается бизнесом перевозок. Клиенты арендуют лодку и перевозят «специальный» груз с острова, находящегося неподалёку от Вайс-Сити, и обратно. В сущности, как и программа самосовершенствования, бизнес перевозок связан с наркотиками и состоит в их транспортировке.
В конечном счёте, Морис понимает, что программа Робарда ничего не стоит, что он вовсе не богатый удачливый бизнесмен, что он не изменил ничьих жизней и что он всего лишь бедный отчаявшийся мошенник. Что бы эти трое не обсуждали, Робард якобы уже касался этого в своих кассетах. После обмена оскорблениями, где он просит Константиноса сглазить Чавеса, Морис бьёт Робарда по лицу пресс-папье. Тот угрожает предъявить иск, но оказывается быстро запуган.

## Реклама
Музыка на всех радиостанциях прерывается рекламными объявлениями, часто пародийного характера. Кое-что из рекламируемого имеет отношение к игре, некоторые вещи упоминаются на разговорных радиостанциях.
Реклама, включающая элементы игры:
- Гастроли группы Love Fist. Томми в ряде миссий защищает её участников и помогает самой группе, которая является пародией на глэм-метал группы;
- Ammu-Nation. Сеть розничных оружейных магазинов в играх серии GTA;
- Sunshine Autos. Магазин подержанных автомобилей Би Джей Смита. Это — одно из многих предприятий, которые могут быть куплены Томми;
- Спортивные машины Maibatsu Thunder. Считается, что их представитель в игре — Blista Compact. В GTA III также есть автомобиль компании Maibatsu, SUV, названный Maibatsu Monstrosity, примерный эквивалент Landstalker. Liberty City Stories также содержит автомобиль этой марки — Maibatsu Womb. В Vice City Stories проводится кампания за покупку американских товаров вместо иностранных, и рабочий Maibatsu фигурирует в рекламе. Эта реклама — пародия на лозунг компании «Понтиак» We Build Excitement (с англ. — «Мы строим, чтобы будоражить»), существовавший в 1980-е.
- Degenatron — пародия на ранние домашние приставки для видеоигр. Одна из выступающих на VCPR, Джен Браун, обвиняет Degenatron во всех проблемах своих детей, называя его «дегенератроном» и «вместилищем дерьма». Также на VCPR эта компания упоминается как спонсор предстоящего праздника в честь Марселя Пруста, оказавшего влияние на Вайс-Сити. Игровые автоматы Degenatron можно встретить в нескольких локациях (например, в таксопарке Kaufman Cabs).

Реклама, упоминаемая на нескольких радиостанциях:
- Программа Джереми Робарда Think Your Way To Success («Придумай собственный путь к успеху»), рекламу которой он беззастенчиво вставляет в своё интервью на VCPR. В Vice City Stories он рекламирует на радио свои услуги по ввозу и вывозу (имеется в виду наркотрафик);
- Программа Би Джей Смита B.J.'s Fit For Football — упоминается в ходе его интервью на K-Chat;
- Pastor Richards Salvation Statue (Фонд Статуи Спасения Пастора Ричардса) — пародия на многочисленные религиозные призывы и шоу, направленные на сбор пожертвований. Статуя упомянута Пастором Ричардсом в ходе интервью на VCPR;
- Knife After Dark («Нож после наступления темноты») — отсылка к фильмам в стиле слэшер — поджанре фильмов ужасов, популярном в начале 1980-х. На VCPR Джен Браун замечает, что она не позволит своим детям смотреть этот фильм. В Vice City Stories упоминается похожий фильм: Twilight Knife (с англ. — «Нож в сумерках»);
- D’Leo and Thurax — очень дорогая юридическая фирма, которая финансирует одно из шоу на VCPR — шоу Legal Review (Юридический обзор);
- Rusty Brown’s Ring Donuts (Круглые пончики Расти Брауна) — реклама розничной сети пончиков с сексуальным подтекстом (например, используются такие фразы, как «Я люблю их энергично жевать», «Я обожаю тесто на всём моём лице» и т. д.). Тони на Flash FM посвящает им песню группы Wang Chung «Dance Hall Days»;
- Giggle Cream (Хи-хи-мороженое) — десерт, содержащий повышающий настроение наркотик. На VCPR ведущий Морис обвиняет конгрессмена Шраба в том, что он одобрил его продажу, хотя он имеет смертельные побочные эффекты, на что тот отвечает, что большинство жертв, вероятно, заслужило смерть. Также этот продукт упоминается в полицейском радио: «У нас тревога на пляже, запрашиваю все службы» — «Я проверил, ничего страшного. Просто несколько придурков объелись „хихи-мороженого“, я немного поколотил их, всё в порядке»;
- «Just the five of us» (Просто пятеро из нас) — пародия на популярные в 80-х семейные комедии, ситкомы. Актёр с классическим образованием Клод Можино, исполняющий роль отца семейства, приглашен на K-Chat, ведущая которого Эми Шекенхаузен является поклонницей этого сериала. Шоу выходит в пятницу по вечерам;
- In the Future, There Will Вe Robots (В будущем будут роботы) — танцевальное представление в художественном центре Вайс-Сити, где двое мужчин танцуют, чтобы завоевать любовь робота. Представление сопровождается футуристическим лазерным шоу, и даже присутствует ламантин. Продюсер шоу — Клод Можино;
- Кассеты Тора по самопомощи — серия кассет «Тора», предлагающих в качестве ответов на различные вопросы скандинавскую мудрость. Сам «Тор» даёт интервью на K-Chat;
- Sissy Sprits — средство по уходу за волосами, упоминаемое диджеями V-Rock, Flash FM и K-Chat;
- Musty Pines (Гнилые сосны) — дом престарелых. Один из звонивших на Flash FM перепутал её с Гнилыми Соснами. Этот санаторий гарантирует, что старики отправятся на тот свет через 3 месяца или даже раньше. Водители в игре выкрикивают: «Возвращайся в Гнилые сосны!» в ответ на медленную езду;
- Yuppie and the Alien (Яппи и пришелец) — пародия, высмеивающая сериал о полицейских «Miami Vice» (Полиция Майами. Отдел нравов) и комедийный сериал о дружелюбном пришельце «Альф», популярные в 1980-х. Возможно, это также ссылка на фильм «Нация пришельцев», хотя вероятно это просто намёк на фильмы о борцах со злом, характерные для восьмидесятых в целом. Мистер Мэджик упоминает это шоу на Wildstyle Pirate Radio.

Рекламные ролики, нигде не упоминаемые:
- Доместобот (Domestobot, от слов domestic aid robot) — робот, помогающий по хозяйству. Он присутствует во многих играх GTA;
- Exploder: Evacuator Part II (Подрывник: Эвакуатор, часть 2) — боевик в духе Рэмбо с участием Джека Ховитзера. В Vice City Stories упоминается предыдущий фильм, который называется просто Evacuator, тоже с участием Джека Ховитзера;
- Exploder Survival Knife (Нож подрывника) — большой нож того же типа, который использовал Рэмбо. Выпущен как часть рекламной акции в поддержку фильмов серии Exploder;
- Shady Acres (Тенистые акры) — высококлассный жилой комплекс для богатых и разведённых мужчин. Это — часть недвижимости, принадлежащей Эйвери Керрингтону, который также принимает участие в рекламе;
- Farewell Ranch (Прощальное ранчо) — ковбойское ранчо, где старики трудятся с восхода до заката. Скорее всего, расположено не в Вайс Сити;
- Complete the Look (Последний штрих) — магазин модной одежды. Проигрывается 4 рекламных ролика на разных радиостанциях, и у каждой станции свой вариант стиля одежды 1980-х, наиболее соответствующий жанру радиостанции;
- Synth and Son — магазин электронных клавиатур и синтезаторов. Пародируется агрессивное, иногда чрезмерное использование этих инструментов в 80-е. Упоминается также в Vice City Stories диджеем Wave 103 Адамом Фёрстом («…это определенно моё любимое место покупок электронных инструментов»);
- Salivex (от англ. saliva — слюна) — препарат для повышения слюноотделения;
- Petstuffers — магазин чучел;
- Learn Redneck — кассеты для изучения английского диалекта реднеков;
- Blox — домашнее дезинфицирующее средство. Ёмкости с этим веществом можно найти в магазинах в Vice City Stories;
- Patriotism (Патриотизм) — реклама, агитирующая покупать американские товары вместо иностранных, прежде всего нацеленная на машины Maibatsu. В Vice City Stories тоже есть подобная реклама, ещё более непосредственно относящаяся к автомобилям;
- Pit Bomb — дезодорант, эффект от которого сравнивается с оружием, таким как напалм и Агент Оранж;
- Is your child a Red? (Не стал ли ваш ребенок Красным?) — публичные объявления, призывающие родителей следить за признаками появления коммунистических взглядов у своих детей, например, желание всё поделить;
- Fernando’s Medallion Man — магазин медальонов, который рекламирует диджей Emotion 98.3 Фернандо Мартинес. Медальоны подойдут типичному латиноамериканскому ловеласу.

Некоторые из вышеупомянутых предметов появляются вновь в Grand Theft Auto: San Andreas:
- Degenatron упомянут теоретиком конспирации на разговорной радиостанции WCTR;
- Диджей K-DST вспоминает о Love Fist;
- Пешеходы обсуждают пончики Расти Брауна;
- WCTR берёт интервью у Джимми, бывшего ребёнка-звезды, игравшего в Just the five of us;
- Диджей Адам Фёрст звонит на WCTR и говорит, что, пролетая на дельтаплане над пустыней, он видел человека, совершавшего странные ритуалы с Доместоботом;
- Доместобот, предположительно запрограммированный каким-то злодеем, звонит на WCTR и успевает сказать: «Мы знаем, что вы сделали с моими братьями и сестрами…», прежде чем ведущий его отрезает;
- Джек Ховитзер, звезда фильмов Exploder, даёт интервью на WCTR и стреляет в ведущего из ружья, не зная, что оно было заряжено. Позже он был осуждён за убийство, согласно новостям.

Также в Vice City Stories в одной из миссий (Domo Arigato Domestoboto) игрок должен управлять Доместоботом. Таким образом, впервые изделие, рекламируемое на радио, использовалось в миссии.

## Скрытые песни
- Big Country — «In a Big Country»
- Whodini — «The Freaks Come Out at Night». Позже попала в саундтрек игры Grand Theft Auto: Vice City Stories на радиостанцию Fresh 105 FM.
- Blue Öyster Cult — «Burnin' for You»
- Al DiMeola — «Ritmo De La Noche»

## Полицейское радио
Кроме обычных радиостанций, которые можно переключать, когда главный герой находится внутри игровых транспортных средств, в Grand Theft Auto: Vice City существует ещё полицейская частота. На этой частоте переговариваются полицейские. Услышать её можно, если сесть в полицейский автомобиль, вертолёт или катер. Также с этой целью можно использовать голубой укороченный вертолёт Vice City News или автомобиль скорой помощи. Сквозь шум эфира слышны голоса полицейских. Они сообщают об инцидентах, перестрелках между бандами, об угонах машин, переругиваются, вызывают подмогу и т.д.
Реплики:
- «…у нас угнана полицейская машина, двигается хаотично, приём…».
- «…серьёзная проблема, необходим спецназ и две машины скорой помощи…».
- «Говорит шеф, все сверхурочные надбавки отменены, удачи. Отбой!».
- «Говорит капитан — кто стырил мои журналы, немедленно верните, они необходимы для расследования!».
- «Будьте внимательны, какой-то идиот продолжает угонять автомобили скорой помощи!».
- «У нас не выполняется план по преступности, срочно повяжите кого-нибудь» — «Так точно!».
- «Вызываем скорую помощь, брейк-дансер сломал спину…».
- Первый голос: «Толстая женщина застряла в лифте, я займусь этим». — Второй голос: «Я её знаю, она из эскорт-агентства». — Третий голос: «Ничего подобного, она была моей девушкой, и я за это не платил».
- Первый голос: «У нас тревога на пляже, запрашиваю все службы». — Второй голос: «Я проверил, ничего страшного. Просто несколько придурков объелись „хихи-мороженого“, я немного поколотил их, всё в порядке».